# Menschen und Masken (1913)
Menschen und Masken ist ein zweiteiliger, stummer deutscher Sensationsfilm aus dem Jahr 1913 mit Ludwig Trautmann als Detektiv auf der Spur einer Gaunerbande. Regie führte der genreerfahrene Harry Piel.

## Handlung
Wie in den meisten Inszenierungen Harry Piels steht der Inhalt eindeutig hinter den aktionsgeladenen und sensationsbehafteten Actionsequenzen zurück. In beiden Teilen dieses Films steht der smarte Detektiv Braun im Zentrum des Geschehens. Er ist einer sich vornehm gebenden Bande von ausgebufften Ganoven, genannt „Die schwarze 13“, auf der Spur, an deren Spitze die elegante, blonde Millionärin Ellen Sandow steht, die sich als Bandenchefin den Decknamen „Roter Jack“ gegeben hat. Immer wieder muss sich Braun der unterschiedlichsten Maskierungen unterziehen, um den Umtrieben der Verbrecher auf die Spur zu kommen. Mal sieht man ihn als alten Kammerdiener, dann wieder als Strolch oder als Bettler.

## Produktionsnotizen
Menschen und Masken entstand im Frühjahr (Teil 1) sowie im August/September (Teil 2) 1913 im Vitascope-Atelier (Studioaufnahmen) in Berlins Lindenstraße 32–34 sowie rund um Berlin (Außenaufnahmen). Der erste Teil besaß, je nach Quelle, zwei oder drei Akte und war 932 Meter lang. Am 19. Mai 1913 wurde er der Zensur vorgelegt und am 6. Juni desselben Jahres uraufgeführt. Der dreiaktige zweite Teil passierte die Filmzensur im September 1913 und lief am 10. Oktober 1913 in den Kinos an. Ein Jugendverbot wurde ausgesprochen.
Die Filmbauten entwarf Hermann Warm. Die Mitwirkenden Hedda Vernon und Hubert Moest waren zu dieser Zeit miteinander verheiratet.

## Kritik
„‚Menschen und Masken‘ ist ein vorzüglich gemachtes Detektivdrama. Der Detektiv Braun … spielt die verschiedenartigsten Menschen in den mannigfaltigsten Masken aber so glänzend, dass man mit Entzücken den Sensationen dieses Films folgt.“

„…immer ist die Handlung spannend und interessant, auch dort, wo sie hart an der Grenze des Wahrscheinlichen und Menschenmöglichen geht. Natürlich fehlt es nicht an gewagten Sprüngen von Fahrzeug zu Fahrzeug, über Brücken und Züge, Klettertouren und Windmühlbränden, kurz das ganze Register der beliebtesten Sensationsbildtricks ist in Verwendung.“